# Cothonaspis
Cothonaspis is een geslacht van vliesvleugelige insecten van de familie Figitidae.

## Soorten
- C. gracilis Hartig, 1841
- C. longula Nordlander, 1976
- C. nigricornis (Kieffer, 1904)
- C. pentatoma Hartig, 1841